# Rolf-Dieter-Brinkmann-Gesellschaft
Die Rolf-Dieter-Brinkmann-Gesellschaft war ein eingetragener Verein mit Sitz in Vechta.

## Geschichte
Der Verein wurde 1992 zu Ehren des verstorbenen Dichters Rolf Dieter Brinkmann gegründet. Er wurde im November 2012 per Mitgliederbeschluss aufgelöst und im Februar 2013 aus dem Vereinsregister gelöscht.
Aufgabe des literarischen Vereins war die Pflege und Förderung des Werks und Andenkens Rolf Dieter Brinkmanns sowie von Literatur und anderen Künsten, die mit Werk und Wirkung von Rolf Dieter Brinkmann verbunden sind. Dazu förderte die Gesellschaft die Gegenwarts-Literatur und Beschäftigung damit.
Seit 1993 fanden regelmäßig von der Gesellschaft organisierte Veranstaltungen statt. Ausstellungen, Vorträge, Musikaufführungen, Performances und Lesungen wechselten einander ab. Neben anderen traten Christoph Wilhelm Aigner, Theo Breuer, Peter O. Chotjewitz, Kurt Drawert, Michael Hamburger, Ulla Hahn, Sarah Kirsch, Hermann Peter Piwitt, Jürgen Theobaldy, Richard Wagner, Peter Waterhouse, Wolf Wondratschek und Gerald Zschorsch in Veranstaltungen des Vereins auf.

## Publikationen
- Eiswasser. Zeitschrift für Literatur. Herausgegeben im Auftrag der Rolf-Dieter-Brinkmann-Gesellschaft. Von 1994 bis 2005 erschienen 13 Ausgaben, teils Doppelhefte:
- I/1994, Hg. Dirk Dasenbrock & Marco Sagurna, mit Erstveröffentlichungen u. a. von Jan Koneffke, Kurt Drawert, Ulrich Deppen und Ingeborg Middendorf;
- I/II 1996, Hg. Dirk Dasenbrock & Marco Sagurna, mit Erstveröffentlichungen u. a. von Hans-Jürgen Heise, Annemarie Zornack, Jürgen Theobaldy, Ulrike Draesner, Ulrich Deppen, Jörg Stein und Theo Breuer;
- III/1997 (Hg. Dirk Dasenbrock & Marco Sagurna), mit Erstveröffentlichungen u. a. von Jörg Stein, Ulrike Draesner, Liermann und Weiss, Gerald Zschorsch, Ulrich Deppen und Ulrich Bergmann;
- Irland special III/IV 1996, Hg. Hermann Rasche, mit deutschsprachigen Erstveröffentlichungen u. a. von Annette Pehnt, Seamus Heaney, Michael D. Higgins, Rita Ann Higgins, Eva Bourke, Nuala Ni Dhomhnaill, Tom Kilroy und Gabriele Haefs;
- Norwegen special I/II 1997, Hg. Lasse Morten Johannesen, Gabriele Haefs & Cornelius Riewerts, mit deutschsprachigen Erstveröffentlichungen u. a. von Ingvar Ambjörnsen, Bergliot Hobaek Haff, Roy Jacobsen, Jostein Gaarder, Kjell Aukrust, Jon Fosse und Paal-Helge Haugen;
- Echte Blüten – Neue deutsche Naturlyrik I/II 1998, Hg. Dirk Dasenbrock & Marco Sagurna, mit Erstveröffentlichungen u. a. von C.W. Aigner, Henning Ahrens, Michael Buselmeier, Kurt Drawert, Ulla Hahn, Hadayatullah Hübsch, Sarah Kirsch, Ursula Krechel, Michael Krüger, Günter Kunert, Christoph Meckel, Jürgen Theobaldy, Heint Piontek, Hans-Ulrich Treichel, Richard Wagner, Ralf Rothmann, Ernest Wichner, Wolf Wondratschek Lutz Seiler, Jörg Stein und Gerald Zschorsch;
- Finnland spezial II/IV 1998, Hg. Joachim Gerdes, Dagmar Mißfeld & Jörg Ridderbusch, mit deutschsprachigen Erstveröffentlichungen u. a. von Bo Carpelan, Olli Jalonen, Antti Tuuri und Kjell Westö;
- I/II 1999 Hg. Dirk Dasenbrock & Marco Sagurna mit Erstveröffentlichungen u. a. von Kirsten John, Henning Ahrens und Sina Schreier;
- Amerikanischer Speck, englischer Honig, italienische Nüsse – Rolf Dieter Brinkmann zum 60., Hg. Gunter Geduldig mit Erstveröffentlichungen u. a. von Joachim Dyck, Oliver Kobold Dorothea Dieckmann, Claus Peter Poppe und Anthony Waine;
- schweiz.01, Hg. Markus Bundi & Marco Sagurna, mit Erstveröffentlichungen u. a. von Sibylle Berg, Urs Faes, Beat Glossr, Zoe Jenny, Klaus Merz, Erica Pedretti, Matthias Politycki, Christian Uetz, Aglaja Veterani und Urs Widmer;
- Griechenland & Zypern, Hg. Giorgio Tzimurtas & Rodi Assimi, mit deutschsprachigen Erstveröffentlichungen u. a. von Jannis Kondos, Tassos Roussos, Fotini Tsalikoglou und Stella Vojatzoglou;
- 2002 mit Spezial Literarischer Salon Hannover, Hg. Marco Sagurna, mit Erstveröffentlichungen u. a. von Henning Ahrens, Markus Bundi, Henriette Kuhrt, Kirsten John, Ulrich Deppen und Gunter Geduldig;
- I/II 2005: From Wales with love – Cofion cynnes o Gymru, Hg. Gabriele Haefs & Bill McCann, mit deutschsprachigen Erstveröffentlichungen u. a. von Mihangel Morgan, Hedd Wyn, Mike Jenkins und Peter Finch;

alle erschienen im Eiswasser Verlag in Vechta.
- Orte – Räume: Zeitschrift für die Erforschung des Werkes von Rolf Dieter Brinkmann. Zugleich Mitteilungsblatt der Rolf-Dieter Brinkmann-Gesellschaft. Erschienen: 1.1997 - 8.2004/05; damit Erscheinen eingestellt.
- Gunter Geduldig und Ursula Schüssler (Hg.), Wörter & Moor. Literarisches Leben hier zu Lande. Oldenburg: Isensee Verlag 2007.
- Gunter Geduldig und Marco Sagurna (Hg.), Too much. Das lange Leben des Rolf Dieter Brinkmann. 2. Aufl. Vechta: Eiwasser Verlag 2000.
- Gunter Geduldig, Rolf Dieter Brinkmanns Heimkehr nach Vechta. Sonderdruck aus: Vechta '94: die Stadt, die Bank; Jubiläumsbuch zum 100-jährigen Bestehen der Volksbank Vechta-Langförden eG. Hrsg. von Cornelius Riewerts. Vechta: Vechtaer Druckerei und Verlag 1994.
- Gunter Geduldig und Ursula Schüssler (Hg.), /:Vechta!Eine Fiktion!/: der Dichter Rolf Dieter Brinkmann. Osnabrück: Secolo Verlag 1995.
- Gunter Geduldig und Claudia Wehebrink (Hg.), Bibliographie Rolf Dieter Brinkmann. Bielefeld: Aisthesis-Verlag 1997.
- Jan Röhnert und Gunter Geduldig (Hg.), Rolf Dieter Brinkmann. Seine Gedichte in Einzelinterpretationen. 2 Bde. Berlin: de Gruyter 2012.